# Victoria Herrmann
Victoria Herrmann es una geógrafa polar estadounidense así como divulgadora científica sobre el cambio climático. Es directora general del Arctic Institute, exploradora de National Geographic, y profesora asistente de investigación en la Walsh School of Foreign Service de la Universidad de Georgetown, donde su investigación se centra en la cooperación y la política del Ártico y la adaptación al cambio climático en territorio estadounidense.
Herrmann también es embajadora IF/THEN de la Asociación Estadounidense para el Avance de la Ciencia (AAAS) y trabaja para empoderar a niñas y mujeres en STEM. Ha sido nombrada en la lista Forbes 30 Under 30, la lista 40 under 40 del National Trust for Historic Preservation, una joven líder norteamericana de Friends of Europe, una de las 100 personas más influyentes en la política climática en todo el mundo por Apolitical, y participante de la inauguración "CAFE 100: extraordinarios creadores de cambios que están tomando medidas para abordar algunos de los problemas más apremiantes en Estados Unidos y en todo el mundo" por el exfiscal estadounidense Preet Bharara.

## Vida y educación
Nacido en Paramus, Nueva Jersey, Herrmann se interesó tempranamente por los problemas ambientales. Se crio como judía y ha citado la experiencia de sus abuelos como sobrevivientes del Holocausto como inspiración para su investigación y defensa de los impactos del cambio climático en las comunidades marginadas. Asistió a la escuela secundaria Paramus.
En 2012 completó un B.A. en Relaciones Internacionales e Historia del Arte en la Universidad de Lehigh y posteriormente recibió una beca de un año en el Fondo Carnegie para la Paz Internacional, en Washington, D. C., donde trabajó en transporte sostenible y política climática en las ciudades. Herrmann se mudó a Canadá en 2013 como becaria Fulbright y completó una maestría en Asuntos Internacionales en la Escuela de Asuntos Internacionales Norman Paterson de la Universidad de Carleton. En 2014 recibió una beca Gates Cambridge para realizar estudios de doctorado en el Scott Polar Research Institute. En 2017, Herrmann recibió el premio Bill Gates Sr. Award por su compromiso de mejorar la vida de los demás, y en 2019 recibió su doctorado de la Universidad de Cambridge. En el último año de su doctorado, Herrmann pasó tres meses en las Academias Nacionales de Ciencias, Ingeniería y Medicina como becaria en el programa de becas de política científica y tecnológica Christine Mirzayan.

## Investigación sobre política y migración en el Ártico
Herrmann se unió al Arctic Institute en 2015 y en 2016 se convirtió en presidenta y directora general de la organización. Dirige la planificación estratégica para lograr su misión de un Ártico justo, sostenible y seguro. Herrmann supervisa la implementación de asociaciones de investigación globales y administra un equipo en América del Norte y Europa. Bajo el mandato de Herrmann, el Arctic Institute se ha clasificado constantemente como uno de los 75 mejores think tanks del Programa Think Tanks and Civil Societies de la Universidad de Pensilvania y fue preseleccionadA por la revista Prospect como el «mejor Think Tank de energía y medioambiente de EE. UU».
Es una experta reconocida en la política del Ártico y ha testificado ante el Comité de Seguridad Nacional de la Cámara de Representantes de los Estados Unidos y ha informado al Comité de Asuntos Exteriores de la Cámara de Representantes de los Estados Unidos y al Comité de Energía y Recursos Naturales del Senado de los Estados Unidos sobre el Ártico. En 2017-18, se desempeñó como editora de Alaska Review para la cuarta Evaluación Nacional del Clima y actualmente se desempeña como una de los dos delegados de EE. UU. en el Grupo de Trabajo Social y Humano del Comité Internacional de Ciencias del Ártico. Herrmann ha sido miembro de la Junta Directiva del Consorcio de Investigación del Ártico de los EE. UU. desde 2019 y actualmente se desempeña como copresidente de la Junta Directiva de la Red de Jóvenes del Ártico.
La investigación de Herrmann se centra en la migración, el desplazamiento y la reubicación inducidos por el clima en el Ártico, el Pacífico Sur y los Estados Unidos. En 2016-17, se desempeñó como investigadora principal del proyecto Eroding Edges de Estados Unidos, un proyecto de investigación financiado por National Geographic. Viajó por todo el país entrevistando a 350 líderes locales para identificar lo que más se necesita para proteger a las comunidades costeras contra los impactos inevitables del cambio climático. En asociación con el Fondo Nacional para la Preservación Histórica y con el apoyo de un Premio a la Innovación JMK, un proyecto de seguimiento de Eroding Edges brinda asistencia técnica directamente a pueblos pequeños y medianos geográficamente remotos y socioeconómicamente vulnerables. Su actual proyecto de investigación financiado por National Geographic, Culture On The Move: Climate Change, Displacement, and Relocation in Fiyi, investiga las consecuencias de la relación inducida por el clima en el patrimonio cultural.
Fue la investigadora principal inaugural de la Red de coordinación de investigación Arctic Migration in Harmony: una red interdisciplinaria sobre especies litorales, asentamientos y culturas en movimiento financiada por una Fundación Nacional de Ciencias.

## Divulgación del cambio climático
Herrmann trabaja como divulgadora científica para audiencias públicas y como investigadora académica que estudia las comunicaciones sobre el cambio climático. Ha publicado más de veinte artículos en revistas revisadas por pares y capítulos de libros académicos. Su investigación se centra en cómo las imágenes utilizadas en los medios de comunicación construyen valores, identidades e ideas de poder sobre el desplazamiento por el cambio climático, las comunidades vulnerables y la política del Ártico. Herrmann ha argumentado que la erudición sobre el cambio climático puede y debe informar acciones concretas y cómo la acción puede enriquecer la erudición. Al hablar sobre su investigación en universidades, ha alentado a otros investigadores a encontrar su voz pública y sopesar la importancia de contar historias para alentar la acción contra el cambio climático.
Con frecuencia escribe artículos de opinión sobre el cambio climático y la política del Ártico para The Guardian, Scientific American, y CNN. Herrmann también aparece a menudo como especialista en programas como Science Friday de NPR, On Point All Things Considered, y Weekend Edition; ABC News; y BBC, entre otros. En 2019, Herrmann fue nombrada Embajadora IF/THEN de la Asociación Estadounidense para el Avance de la Ciencia (AAAS), y es una defensora de la visibilidad de las mujeres en la investigación del cambio climático y de las niñas que participan en CTIM. Herrmann ha sido presentada como un modelo a seguir para las niñas en CTIM por el Museo Nacional de los Niños.